# Герб Катеринославської губернії

Герб Катеринославської губернії

Герб Катеринославської губернії затверджений 5 липня 1878. 
Опис герба: «У лазуревом щиті золоте вензелове зображення імені Імператриці Катерини II між такими ж цифрами 1787, оточене дев'ятьма золотими шестипроменевими зірками. Щит увінчаний імператорською короною й оточений золотими дубовим листям, з'єднаними Андріївською стрічкою».